# إعادة التدوير في سلطنة عمان
إعادة التدوير (باللغة الأنجليزية: Recycling) هي عملية تحويل النفايات والمخلفات إلى مواد قابلة للإستخدام من جديد، حيث تهدف هذه العملية إلى التقليل من حجم النفايات وبالتالي تقليل التلوث وانبعاث غازات الاحتباس الحراري، العديد من المواد يتم تصنيفها على انها قابلة للتدوير كالبلاستيك والمعادن والورق والكرتون والإطارات والزجاج والمنسوجات والبطاريات والألكترونيات.

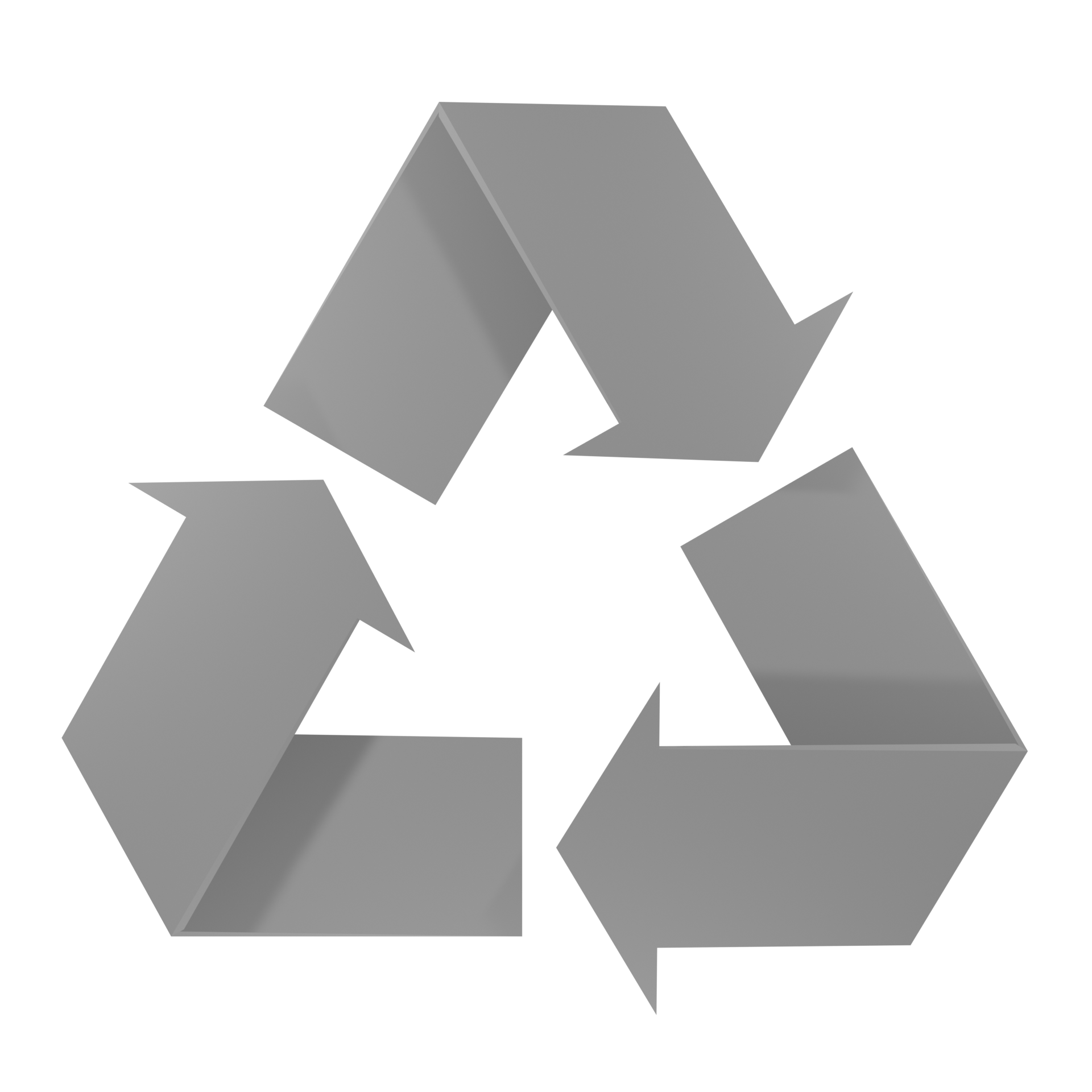
رمز إعادة التدوير المعترف به عالميا

سلطنة عمان كغيرها من سائر الدول المتقدمة تبدي اهتماما جليا لموضوع النفايات، فهناك جهات معنية في الدولة تعطي هذا الموضوع اهتماما كبيرا سواء بلدية مسقط أو البلديات الإقليمية الأخرى. تتشارك الجهات بعض المؤسسات الحكومية والغير حكومية في مبادرات عدة تهدف لانشاء مشاريع إعادة التدوير في السلطنة. وأظهرت السلطنة إهتمامها بهذا المجال أيضا من خلال المرسوم السلطاني رقم 2011/116 البند رقم (9) من المادة (16) «اقتراح الإجراءات الكفيلة لحماية البيئة من التلوث»، بالإضافة إلى «اقتراح النظم الخاصة بجمع النفايات والتخلص منها أو إعادة تدويرها وفقا لأحدث الأساليب العلمية والإقتصادية والتنسيق بشأنها مع الجهات المختصة». تقوم السلطنة بتدوير 26% من الورق، 12% من البلاستيك، 11% من المعادن، و5% من الزجاج، استنادا لإحصائية اجريت عام 2013. وتستمر السلطنة نحو طريق إعادة التدوير من اجل دولة أكثر إخضرارا عن طريق تعزيز وسائل إعادة التدوير.

## المؤسسات العمانية التي تساهم في إعادة التدوير في السلطنة
وهناك العديد من المؤسسات العمانية الحكومية والغير حكومية التي تساهم في عمليات إعادة التدوير في السلطنة:

### مسقط ديلي
مسقط ديلي (باللغة الإنجليزية: مسقط دايلي) هي مؤسسة نشر أخبار عمانية تأسست سنة 2009. قامت هذه المؤسسة بعدة حملات تدعم إعادة تدوير الورق في عمان، فهي من أحد المؤسسات التي تقوم بإعادة تدوير الورق. من بعض حملاتهم: «حملة مسقط ديلي لنشر الوعي البيئي» تهدف لإعادة تدوير كافة أنواع المواد الورقية خاصة الجرائد. تسمح لجميع المواطنين الراغبين بإعادة تدوير مخلفاتهم الورقية بالتواصل معهم عبر حملاتهم.

### جمعية البيئة العمانية
جمعية البيئة العمانية (باللغة الانجليزية: Environment Society of Oman) هي مؤسسة عمانية غير ربحية تابعة لوزارة التنمية الإجتماعية تأسست بعام 2004. جمعية البيئة العمانية من أحد الجمعيات الأهلية التي تسلط الضوء على مجال البيئة، فلها العديد من المبادرات في مجال إعادة التدويرعن طريق تطوير طرق عدة للتدوير والترويج لمجموعة من المشاريع المختصة بإعادة التدوير.

### الشركة العمانية القابضة لخدمات البيئة «بيئة»
الشركة العمانية القابضة لخدمات البيئة «بيئة» (باللغة الانجليزية: be'ah) هي شركة مختصة في تقديم الخدمات البيئية وادارة النفايات. تقوم هذه الشركة بإعادة تدوير العديد من أنواع النفايات المختلفة كالمخلفات الالكترونية، ومخلفات أي هدم وتدمير للمباني، بالإضافة إلى مخلفات السيارات كالاطارت القديمة.

### صحار للإلمنيوم
صحار للإلمنيوم (باللغة الانجليزية: Sohar Aluminum) هي شركة مختصة في صهر الألمنيوم في سلطنة عمان وتأسست عام 2004. تقوم هذه الشركة بإعادة التدوير في مجال المعادن، حيث تقوم بإعادة تدوير الالومنيوم.

### شركة حيا للمياه
حيا للمياه (باللغة الانجليزية: Haya Water) هي شركة حكومية تختص في مجال خدمات الصرف الصحي، وقد تأسست الشركة بعام 2002. يمكن التعرف على نوع إعادة التدوير الذي تقوم به هذه الشركة من خلال اسمها فتعمل هذه الشركة وتساهم في إعادة تدوير المياه بهدف الحفاظ على المياه الجوفية في السلطنة من التلوث.

## الإقتصاد الدائري
الإقتصاد الدائري (باللغة الأنجليزية: circular economy) مصطلح يرمز لنموذج إقتصادي يهدف إلى التقليل من حجم النفايات، أي تقليل إهدار المواد الخام عن طريق التحكم بشكل أكبر في الموارد والإمكانات، بالإضافة إلى تعظيم الإستفادة من المواد الخام وجميع أشكال وأنماط المعادن والموارد من خلال التركيز على إعادة التدوير والتصنيع والتطوير والأستخدام، مما يسهم في خفض الإنفاق وترشيد الاستهلاك وتحسين البيئة.

### الإقتصاد الدائري في سلطنة عمان
الاقتصاد الدائري مهم للحفاظ على موارد دائمة ومستدامة وتعظيم القيمة المضافة للإقتصاد الوطني وخلق فرص توظيفية والحد من العديد من المشاكل الصحية والبيئية والتقليل من التلوث. قامت السلطنة بخطو خطوات كبيرة في تفعيل الإقتصاد الدائري، وركزت عليه في رؤيتها 2040 وخطتها الخمسية العاشرة بإنتهاج مبدأ التحول من الإعتماد على الإقتصاد الخطي ألا وهو الاستخراج، التصنيع، والتخلص، إلى الإعتمادعلى الإقتصاد الدائري. قامت أيضا شركة تنمية نفط عمان "PDO" بدعم هذا المجال منذ أن بدأت سلطنة عمان بالتوجه نحو الإقتصاد الدائري، عن طريق قيامهم بإنشاء عدة برامج تتوافق مع مفهوم الإستدامة، فهناك العديد من المخلفات الخطرة الناتجة عن عمليات استخراج النفط وتكريره، فركزت على تقليل التكاليف وزيادة نقل النفايات وإعادة التدوير ما يمكن إعادة تدويره. كما تقوم الشركة العمانية المختصة في مجال البيئة «بيئة», والتي قد تأسست بمرسوم سلطاني في سنة 2009, بدعم وتطوير أنظمة وبرامج ودعم مشاريع متكاملة في مجال نقل وإعادة تدويرالنفايات وجميع أنواعها ومصادرها، مما ساهم في ظهور عددا من الفرص الإستثمارية الجاذبة في المجال.

### أسمدة عضوية من مخلفات الطعام
كميات كبيرة من السماد العضوي يمكن إنتاجه محليا في السلطنة من خلال إعادة تدوير مخلفات وبقايا المواد الغذائية، بالرغم من ذلك نجد بأنه قرابة ال 80% من السماد العضوي في عمان يتم إستيراده من الخارج. من أبرز الشركات العمانية المختصة في الإقتصاد الدائري من خلال نقل وإعادة تدوير النفايات بجميع أنواعها; شركة «الخدمة», تعمل على فرز وإعادة تدوير ومعالجة مخلفات وبقايا المواد الغذائية، لتسويقها وبيعها للخارج بالإضافة إلى المصانع المحلية.

### تدوير البطاريات لإنتاج الرصاص
5000 طن سنويا من الرصاص يتم إستيراده من الخارج في السلطنة، بينما بالإمكان تصنيعه وتغطية هذا الكم من الرصاص محليا، من خلال تدوير بطاريات السيارات التالفة الغير مرغوب في إستعمالها.  صرحت شركة «العربية للرصاص» الواقعة في الرسيل الصناعية، بأنها تمتلك القدرة على إعادة تدوير 7000 طن من بطاريات السيارات خلال دورة واحدة، ومن ثم إنتاج 3500 طن من الرصاص.

### أبواب مصنعة من سعف النخيل
أول مصنع والوحيد في العالم من نوعه حتى اليوم التابع للعلامة التجارية «عمان بي في سي», يقوم بتصنيع الأبواب وألواح الخشب من خلال تدوير مخلفات الخشب وسعف النخيل بالإضافة إلى مخلفات البلاستيك. حيث يقوم المصنع بعدة مراحل إبتداء من تجميعها من المزارعين مقابل مبالغ مادية بدلا من حرقها، ومن ثم يقوم المصنع بفرزها وتصفيتها من الشوائب، لتنتقل إلى مرحلتها التالية لتفتيتها لتصل إلى قوام البودرة ومن ثم سحب الرطوبة منها، واخيرا إضافة البودرة إلى المخلفات البلاستيكية الأخرى.

### جهاز المستهلكين لإعادة التدوير
بمحافظة مسقط بالتحديد في منطقة الأنصب، تم تدشين جهاز يعد من نوعه الأول في السلطنة لإعادة تدوير العلب البلاستيكية والزجاج تعمل على أساس مكافآت فورية تعطى للمستهلك في حال وضعه لأي علبة بلاستيكية في الجهاز، هذا الجهاز تم تدشينه تحت إشراف منتدى عمان البيئي بالشراكة مع مجموعة تاول الرائدة ويعد من إحدى ثمار المنتدى، حيث يهدف لتحفيز وتشجيع المستهلكين لأهمية وضرورة الممارسات البيئية الإيجابية، اللتي بدورها تملك القدرة على الحفاظ على موارد البيئة الطبيعية في عمان خاصة، إضافة إلى حماية البيئة عامة ومن ثم كوكبا أكثر إخضرارا.

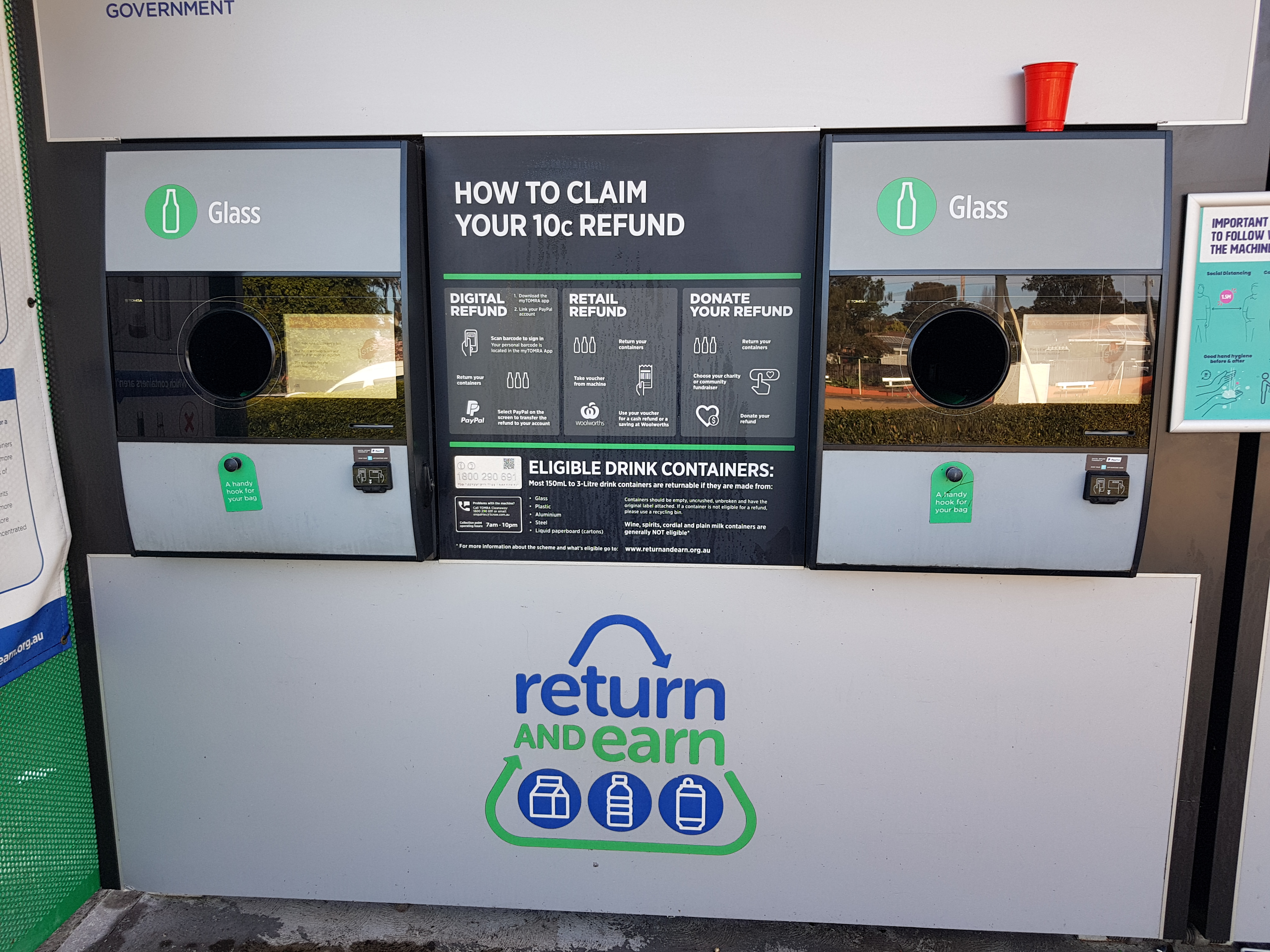
صورة لتوضيح فكرة جهاز إعادة تدوير العلب مقابل المكافآت الفورية

## إستراتيجية التحويل
من المؤكد نسبة كبيرة من إجمالي النفايات التي يتم انتاجها بدلا من ردمها بالإمكان استخدامها مجددا مما يعني إعادة استخدامها أو إعادة تدويرها أو معالجتها مثل المعادن والبلاستيك والورق والإطارات القديمة. لتقليل حجم النفايات وإعادة تدوير أو استخدام النفايات القابلة للتدوير بدلا من رميها في المردم بالإضافة إلى اعطاء دورة حياة إلى النفايات التي قد تكون سلع فتحويل النفايات واستراتيجية التحويل هي العملية المرادة.

### إستراتيجية التحويل في سلطنة عمان
الشركة العمانية المختصة في البيئة "بيئة" أظهرت اربع مبادئ تابعة لاستراتيجية التحويل وفسرتها ألا وهم (الحد من وإعادة الاستخدام وإعادة التدوير والاسترجاع), وقد انتهجت «بيئة» هذه المبادئ الاربعة في استراتيجيتها في ادارة المخلفات والنفايات، فمنهجية طويلة المدى هو هدفها لتقوم بتحويل النفايات والمخلفات الصلبة في البلد. إستراتيجية التحويل المتبعة من قبل «بيئة» تعتمد على شقين. فالشق الاول بشكل مستدام وبيئي يتم التمكين والسماح في استخدام كمية ملحوظة من المخلفات والنفايات. بينما الشق الآخر يتوجه نوح الاعتماد على تقليل الاعتماد على مرادم المخلفات بهدف زيادة العوائد المادية والاقتصادية، ومن ثم ايجاد وخلق فرص عمل لصناعة وتوليد الطاقة. أقرت شركة «بيئة» بأنها تهدف لتحقيق معدل تحويل نسبته 80% بقدوم عام 2030.

## رؤية سلطنة عمان 2040
رؤية عمان 2040 تهدف للوصول إلى أفضل التصنيفات عالميا. ففي مجال البيئة تركز الرؤية على تعزيز الإقتصاد الدائري، فتدعم مبدأ واستراتيجية الاعتماد على وإنتهاج الاقتصاد الدائري للحفاظ على قيمة الموارد بدلا من انتهاج الاقتصاد الخطي اللذي يتمثل في (الاستخراج، التصنيع، والتخلص). وتركز الرؤية أيضا على مبدأ التدوير متطلعة لخلق فرصا لوظائف جديدة والتقليل من انبعاثات غازات الاحتباس الحراري والحد من المشاكل الصحية والبيئية بحلول عام 2040.